# 発話障害
発話障害（はつわしょうがい）は、言語障害の一種。発話に障害があることを指す。

## 語法
発話障害もしくは発話障害者は伝統的に唖 / 啞 （おし、おうし）と呼ばれていたが、この語は現代では余り用いられない。漢語では唖（あ）もしくは唖者（あしゃ）というが、単独ではあまり使われず、後述する聾唖（ろうあ）・聾唖者（ろうあしゃ）の形で使われることが多い。ただし、当用漢字外である「唖 / 啞」（および「聾」）はひらがな書きされることが多い。
英語ではダム (dumb) で、たとえばダンベル (dumbbell、鉄あれい、筋肉を鍛える道具) は「しゃべらない鈴（音の鳴らない鈴型のもの）」という意味である。ただし、特にアメリカ英語で「馬鹿」と言う意味があるため忌避され、ミュートネス (muteness) や、婉曲に「スピーチが害された (speech-impaired)」とも言う。

## 分類
- 聴覚障害の有無による分類
  - 聾唖（ろうあ） - 聴覚障害をともなう
  - 聴唖（ちょうあ） - 聴覚は正常
- 障害の状態による分類
  - 発声障害（英語版） - 声そのものが出せないこと
  - 構音障害 - 構音（言語学でいう調音）ができないこと
  - 吃音症 - 発話を円滑に進められないこと
- 障害の原因による分類
  - 運動性
  - 心因性
  - 聴覚性 - 聴覚障害から二次的に発生した障害
  - など

## 類似の用語
- 聾唖（ろうあ）・聾唖者（ろうあしゃ）は、聴覚障害を表す聾（ろう）と合わせた用語である（現在ではひらがな書きされることが多い）。これは、聴覚障害者は言語を習得する機会が奪われるため、二次的な聴覚性の発話障害を併発しやすいからである。しかし近年では、技術や福祉の発展により聴覚障害者でもある程度言語習得の機会が得られるようになったこともあり、聾と唖は区別して論じられることも多い。
- 失語症は、脳の障害により、言語機能（聞く・話す・読む・書くの全てまたは一部）が失われることである。